# Piero Ghibaudo
Piero Ghibaudo (Almese, 23 luglio 1958 – Rivoli, 6 ottobre 2015) è stato un ciclista su strada italiano, professionista dal 1981 al 1986. Buon gregario, non ottenne alcuna vittoria, ma prese parte a 6 edizioni del Giro d'Italia. È morto a 57 anni, per via di una malattia epatica .

## Palmarès
- 1978 (Sisport-Fiat Trattori)

Trofeo Mauro Pizzoli
- 1979 (Sisport-Fiat Trattori)

2ª tappa, 2ª semitappa Clásico RCN (Sampués >Montería)
- 1980 (Sisport-Fiat Trattori)

Piccolo Giro dell'Emilia

## Piazzamenti

### Grandi Giri
- Giro d'Italia

1981: 83º
1982: ritirato
1983: 55º
1984: 60º
1985: 68º
1986: ritirato (4ª tappa)

### Classiche monumento
- Milano-Sanremo

1982: 67º